# مارك هيوز (لاعب دوري الرغبي)
مارك هيوز (بالإنجليزية: Mark Hughes)‏ هو لاعب دوري الرغبي أسترالي، ولد في 15 ديسمبر 1976 في Kurri Kurri, New South Wales ‏ في أستراليا.